# Fabio Albergati
Fabio Albergati (1538 – 1606) fue un diplomático y escritor italiano, conocido por sus tratados de teoría política y de ética. Nació en Bolonia, y entró al servicio de Giacomo Boncompagni.

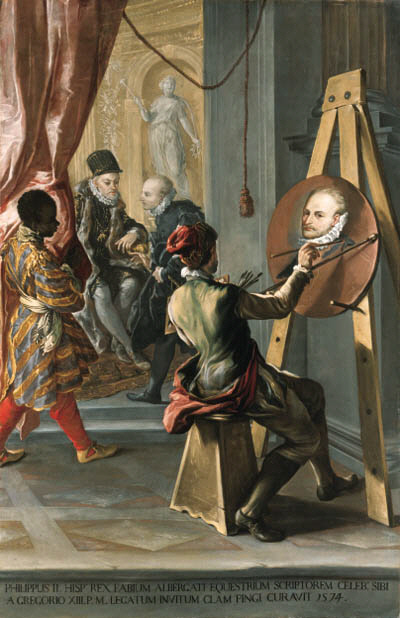
Fabio Albergati, pintura del Palazzo Albergati, atribuida a Giovanni Antonio Burrini; escena imaginaria de Albergati en un encuentro diplomático con Felipe II de España, mientras es retratado secretamente.

## Obra

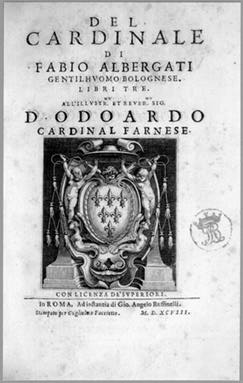
Portada de Del Cardinale.

Escribió en contra de la costumbre del duelo in 1583, un tiempo en que su patrón luchaba contra el bandidaje.
En sus obras políticas discutió con las grandes figuras del pensamiento de su tiempo. Respondió a la refutación de la constitución mixta de los Estados, de Jean Bodin. Su La República regia (publicada en 1627) atacó a Maquiavelo. Asimismo, equiparó la razón de Estado de Giovanni Botero con el maquiavelismo.

## Familia
Uno de sus hijos, Niccolò Albergati-Ludovisi, alcanzó la dignidad eclesiástica de Cardenal.